# Roderic i Salomó de Còrdova
Roderic (Cabra, s. IX - Còrdova, 13 de març de 857) i Salomó van ésser dos cristians mossàrabs, morts per no renunciar a la seva fe en 857. Són venerats com a sants per l'Església catòlica, com dos dels 57 Mârtirs de Còrdova.

## Biografia
Van viure sota el regnat de Muhàmmad I, emir de Còrdova i fill d'Abd al-Rahman II i sant Eulogi de Còrdova narra el martiri de tots dos en una de les seves obres, datant-lo el dia tercer dels idus de març de 857.
Roderic era d'un poble proper a Egabrum (Cabra de Còrdova) i hi estudià teologia. Un dels seus germans era cristià i un altre musulmà; sovint Roderic posava pau entre els dos, que acostumaven a discutir sobre afers religiosos. La família va marxar a Còrdova, on s'ordenà sacerdot.
Un dia, en intervenir en una de les baralles entre els dos germans, va resultar ferit; el germà el va fer portar en llitera per la ciutat, dient falsament que s'havia convertit a l'islamisme. Ja recuperat, Roderic es va retirar a la rodalia de la ciutat, on va aprofondir en la seva fe cristiana. El seu germà el va acusar d'haver manifestat públicament la seva fe i d'haver apostatat de l'islamisme i va ésser detingut.
A la presó, va conèixer un altre mossàrab, Salomó, també acusat d'haver renegat de l'Islam. Després de nombrosos intents perquè deixessin el cristianisme, van ésser condemnats a mort. Van ésser degollats i els cossos, lligats a pedres, llençats al Guadalquivir. Van ésser, però, recuperats i enterrats en una església pel bisbe Saül.

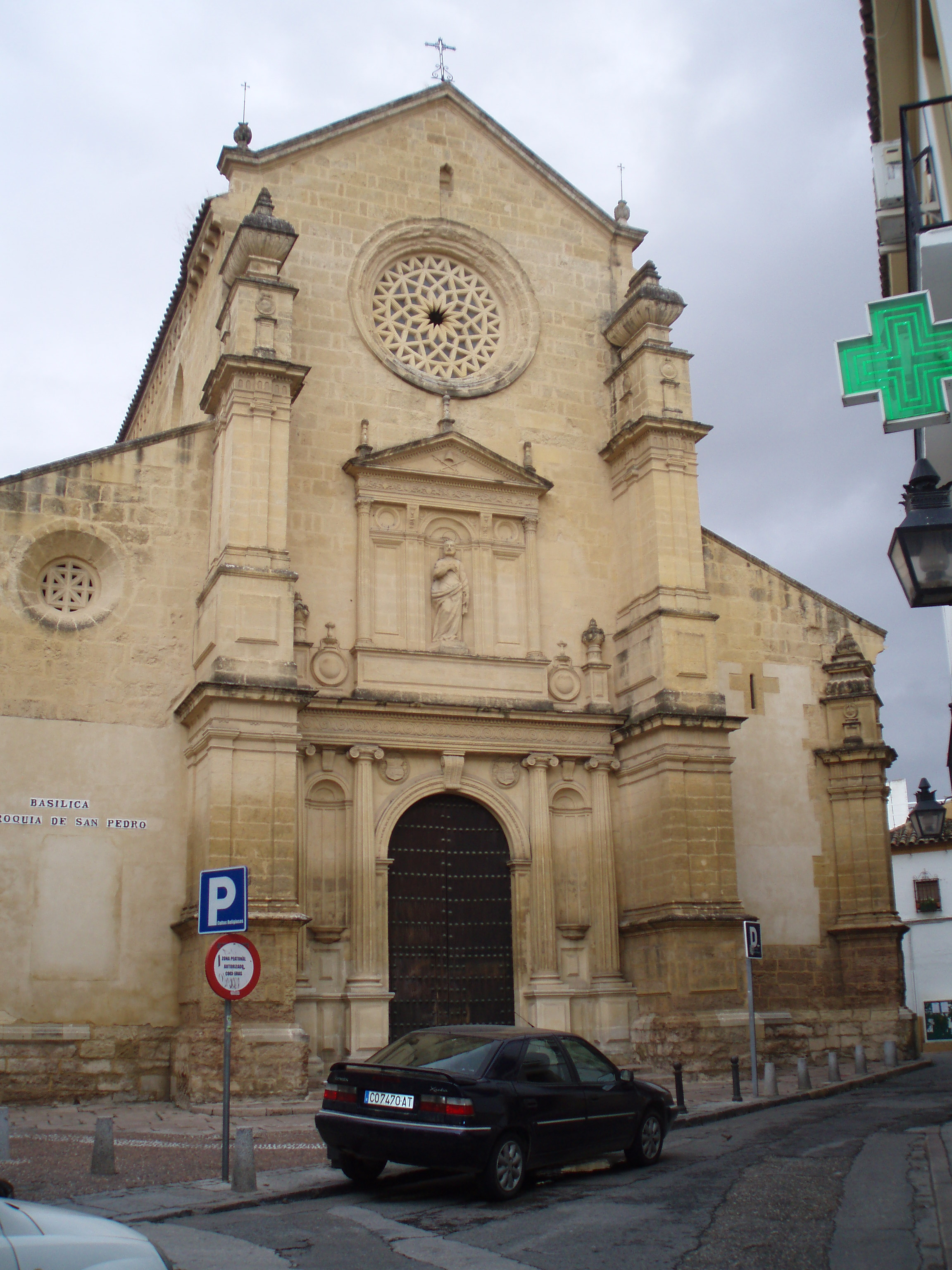
Façana de l'església de S. Pedro (Còrdova)
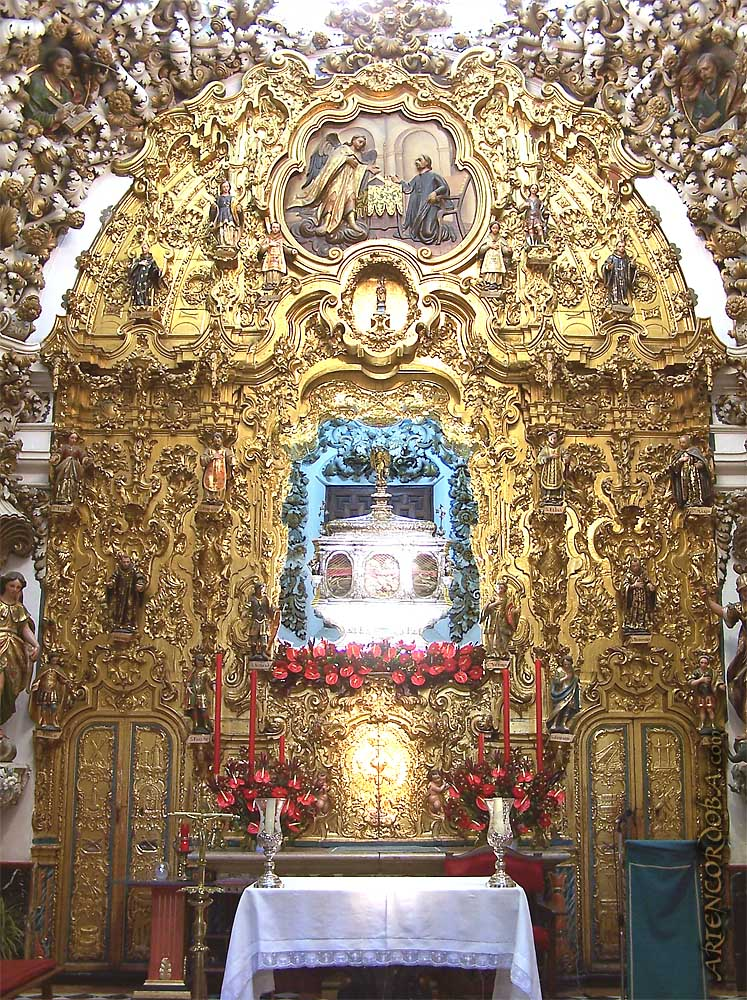
Altar major de S. Pedro
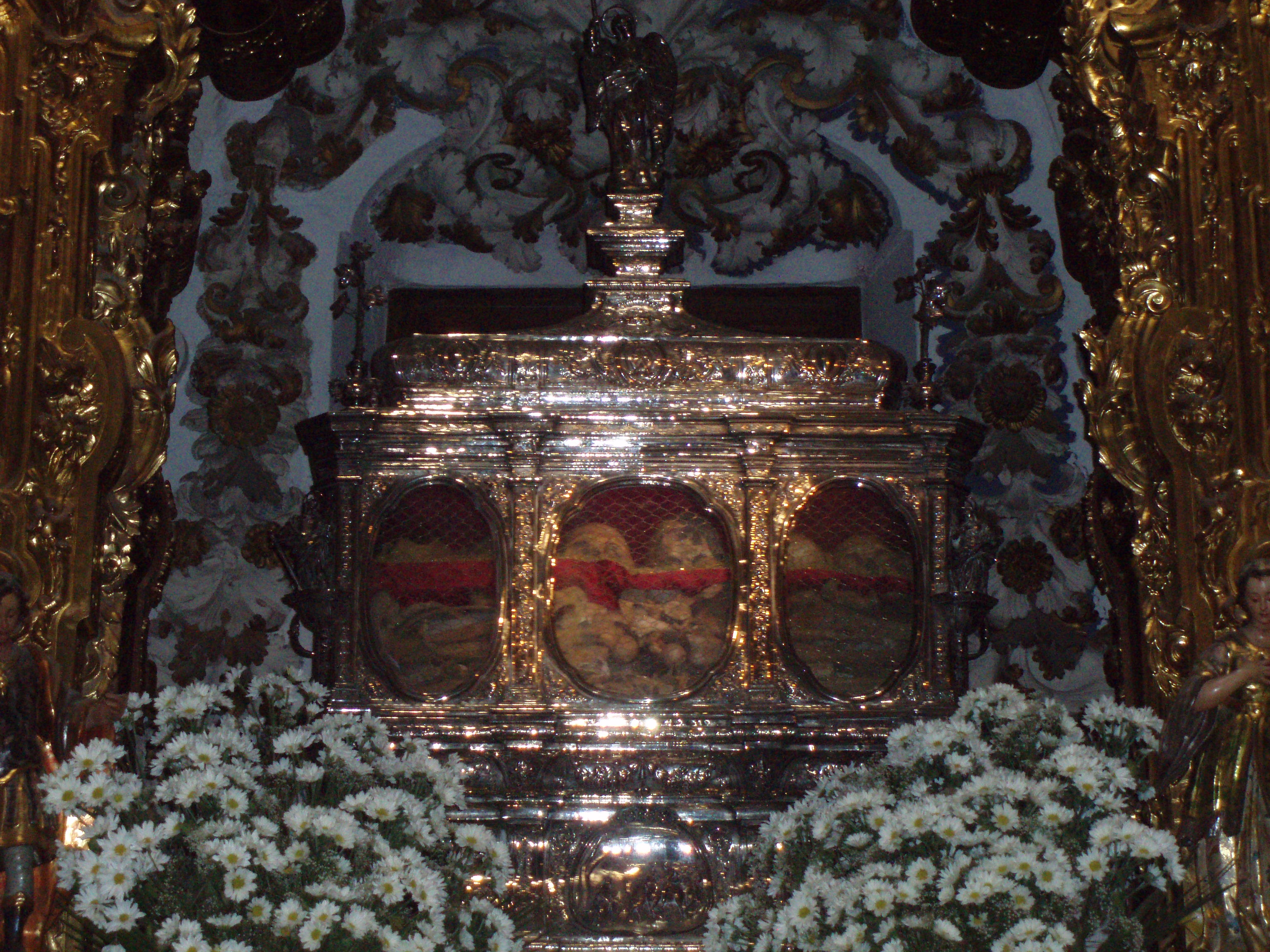
Arca dels Sants Màrtirs a l'altar de S. Pedro

## Veneració
Venerats com a sants, la seva festivitat se celebra el 13 de març. Les seves relíquies es guarden, amb les d'altres màrtirs contemporanis, a l'església de San Pedro de Còrdova.